# Donets
Donets (russisk: Северский Донец, tr. Severskij Donets; ukrainsk: Сіверський Донець, tr. Siverskij Donets) er en biflod til Don i det østlige Ukraine og sydlige Rusland. Floden har et afvandingsareal på 98.900 km² og er 1.053 km lang hvoraf 222 km er sejlbare. Den udspringer nord for Belgorod og munder ud i Don øst for Rostov. Syd for floden ligger det stærkt industrialiserede Donetsplateau, Donetskij Krjasi, med Donetsbækkenet/Donbass, hvor der er store forekomster af kul, ildfast ler, zink og bly, som har skabt basis for omfattende sværindustri.

## Etymologi
Don, der fødes af Donets, var kendt af Ptolemæus som "Tanais", og vesteuropærerne anerkendte, at Don havde en væsentlig biflod, som enten kaldtes "Lille Tanais" eller "Donets". Det slaviske navn, russisk Severskij Donets og ukrainsk Siverskij Donets stammer af, at floden udspringer i det tidligere fyrstendømme Severskij, hvor russisk: Север (tr. Sever) betyder nord eller det nordlige. Den italienske krønikeskriver Alexander Guagnini skrev: "Der er også en anden, Lille Tanais, der udspringer i Severskij Fyrstendømmet og flyder ind i Store Tanais før udløbet i Azovske Hav".

## Byer Donets løber igennem
- Belgorod (Rusland)
- Vovtsjansk (Ukraine)
- Tjuhujiv (Ukraine)
- Zmijiv (Ukraine)
- Izjum (Ukraine)
- Rubizjne (Ukraine)
- Lysytjansk (Ukraine)
- Severodonetsk (Ukraine)
- Kamensk-Sjakhtinskij (Rusland)
- Ust'-Donetsk (Rusland)